# Massa (sociologi)

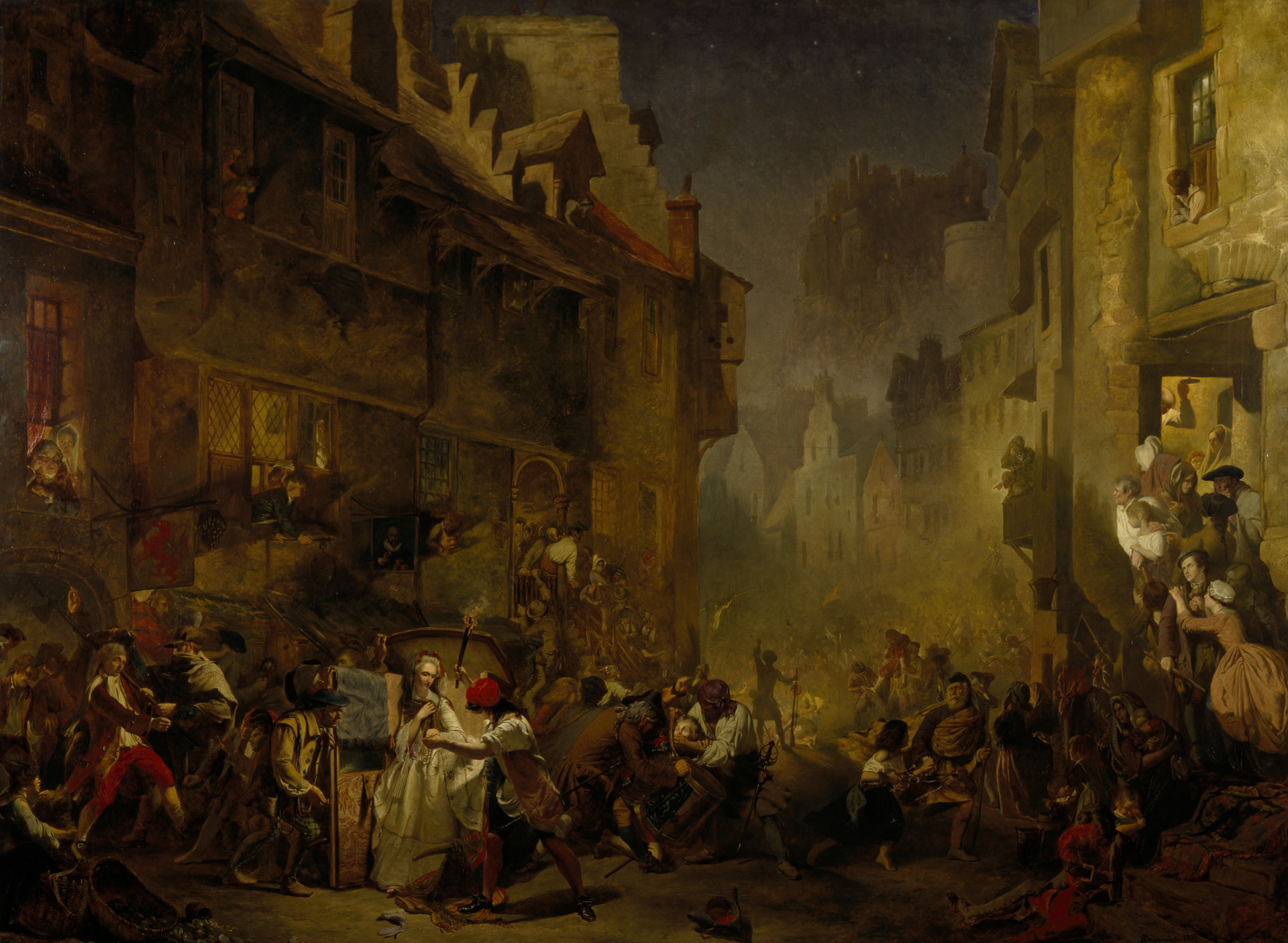
The Porteous Mob, James Drummond, 1855

Massan är ett sociologiskt begrepp, och avser en mängd människor som är koncentrerade till ett visst men relativt fysiskt rum, och vilka kommunicerar och interagerar med varandra.
Termen har negativa konnotationer ("den enfaldiga massan"). Begreppet skapades när  Vilfredo Pareto skilde eliten och reserveliten från massan, och sedan dess används termen inom den sociologiska vetenskapen inom bland annat den så kallade elitteorin.
"Massan" har varit föremål för alster av till exempel Gustave Le Bon, Sigmund Freud, José Ortega y Gasset, C. Wright Mills och Elias Canetti.

## Massamhällets framväxt
C. Wright Mills ser i sin studie Makteliten, The Power Elite, 1956, ett samhälle till största delen befolkat av en massa, som en direkt motsats till ett samhälle där de klassiska demokratiska idealen förverkligats. Mills anser, att det råder en skillnad mellan de i USA allmänt omfattade liberala idealen och den faktiska verkligheten. Enligt Mills terminologi kan man säga, att den upplysta "allmänheten" har förvandlats till en lättmanipulerad "massa".
För att förstå denna förvandling måste man begripa vilka fundamentala föreställningar en sådan demokrati bygger på. Mills nämner fyra sådana:
1. Individualismen, vilken i massamhället ersatts av kollektiva, ekonomiska och politiska former.
2. En föreställning om en fridfull och naturlig harmoni av intressen som skapar en social balans. Denna föreställning har i massamhället ersatts av klassmotsättningar och organiserade påtryckningsgrupper.
3. En föreställning om en "förnuftig", mänsklig hållning, vilken förutsätter att allt handlande sker genom att beslut fattas efter överläggningar mellan olika individer. I stället grundas nu beslut på expertråd m.m., vilkas beslut tjänar vissa intressen. Som tidigare beskrivits, menar Mills, att "förnuftet" har övergått i någon slags instrumentell "rationalitet".
4. En föreställning om att den allmänna opinionen utgör grundvalen för beslut och att de som fattar besluten rättar sig efter den allmänna opinionen. Denna allmänna opinion finns inte idag och i den mån den finns är den i första hand en produkt av massmedier och annan opinionsbildning ovanifrån.

Såväl "allmänhet" som "massa", beskrivs av Mills som idealtyper, vilka aldrig existerat som rena samhällsformationer. Mills hävdar heller inte, att det moderna USA är ett totalitärt samhälle, men han ser en tendens där utvecklingen mot idealtillstånden fått ge vika för den utveckling som beskrivits ovan.

## Massamhällets dimensioner
Mills utvecklar fyra kriterier eller dimensioner mot vilka man kan bedöma i hur hög grad ett massamhälle utvecklats strukturellt sätt. Den första dimensionen (1) berör förhållandet mellan opinionsskapare och opinionstagare.  I det moderna samhället finns ofta en opinionsbildare som på ett opersonligt vis, genom masskommunikation, vänder sig till miljontals tittare och åhörare.
Den andra dimensionen (2) handlar om i hur hög grad framförda åsikter kan ifrågasättas och kritiseras. Masskommunikationen har genom sin avanceradeteknik skapat en struktur, där opinionsledarna bestämmer vilka som skall delta i det offentliga samtalet. I extrema fall monopoliseras massmedia och kommunikation sker endast i en riktning, vilket får till följd att mottagarna blir passiva åhörare.
Den tredje dimensionen (3) berör i vilken utsträckning den allmänna opinionen kan påverka de offentliga besluten och då speciellt beslut, vilka är av allmän betydelse. Graden av inflytande i beslutsprocessen berör främst på vilken position man har i maktstrukturen. Ofta är inflytandet för folkflertalet begränsat till frågor av marginell, lokal karaktär.
Den fjärde dimensionen (4) slutligen, berör i vilken utsträckning institutionaliserade auktoriteter kan kontrollera och utöva sanktioner mot individen. Vid ena ändan av en sådan här dimension är individen autonom och fri från kontroll. Vid den andra ändpunkten är han ständigt övervakad av ett nätverk av ledare. Som exempel på sådana nätverk, anger Mills bland annat det nazistiska kvarterssystemet och det sovjetiska cellsystemet, vilka båda byggde på angiveri och kväsande av debatt.
Genom att studera samhället och ange värdena på dessa fyra dimensioner kan man också fastställa i vilken grad ett samhälle har utvecklats i totalitär riktning. Eller som Mills själv sammanfattar och definierar:
"Genom att kombinera dessa olika punkter kan vi åstadkomma små modeller av eller diagram över flera olika typer av samhällen. Eftersom 'problemet med den allmänna opinionen' från vår utgångspunkt uppställs genom den klassiska borgerliga allmänhetens nedgång och fall, behöver vi här bara intressera oss för två typer; allmänheten och massan.

## Allmänheten och massan
I en allmänhet, sådan termen används här, finns det (1) lika många åsiktsframförare som åsiktsmottagare... (2) kommunikationerna från det allmännas sida är organiserade på sådant sätt att det finns möjlighet att snabbt och effektivt besvara varje åsikt som uttrycks från allmänhetens sida. De opinioner som bildats genom en sådan debatt kan (3) utan svårigheter finna utlopp i effektiv handling, till och med - om så erfordras - i strid med härskande myndigheters vilja. Och (4) inga auktoritativa institutioner penetrerar allmänheten såsom sådan, som alltså blir mer eller mindre självständig i sitt handlande. Där dessa betingelser råder har vi en fungerande modell av ett samhälle av självständiga medborgare, en modell som väl ansluter sig till de antaganden som bär upp den klassiska teorin om en demokrati.
I den motsatta ytterligheten, massan, finns det (1) mycket färre människor som framför åsikter än antalet åsiktsmottagare; här blir allmänheten en abstrakt samling individer som mottager intryck från massmedia. (2) De förhärskande kommunikationerna är organiserade på sådant sätt, att det blir svårt eller omöjligt för individen att replikera genast eller med någon som helst verkan. (3) Opinionernas omsättande i handling behärskas av myndigheterna, som organiserar och kontrollerar medierna för ett sådant handlande. (4) Massan har ingen självständighet gentemot institutionerna; tvärtom penetreras den av agenter för de auktoriserade institutionerna, som därmed ytterligare reducerar dess eventuella möjligheter att forma åsikter genom debatt". Citat från C. Wright Mills: Makteliten sidorna (332-337).

## Intressegrupper som massans behärskare
Enligt David Riesman består inte den högsta maktnivån av en elit utan av det han kallar "vetogrupper". Dessa är olika intressegrupper, vilka utövar sin makt genom att blockera andra gruppers handlande. Han menar vidare, att det inte finns någon dominerande maktgrupp, utan att de olika vetogrupperna uppväger varandra, så att en viss balans uppstår. Vetogrupperna försöker vinna den oorganiserade massan till sig. Riesman menar, att makten och byråkratin inte har centraliserats, utan att den spridits ut på ett större antal grupper. Mills och Riesman är dock eniga om att den stora massans inflytande har minskat.